# 몰타 십자

몰타 십자

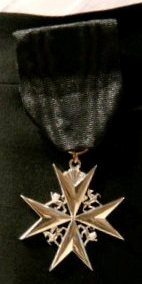
예루살렘 성 요한 기사단 봉헌 훈장에 달린 몰타 십자

몰타 십자 또는 성 요한 십자, 아말피 십자는 몰타 기사단을 상징하는 십자로 V자 네 개가 하나로 결합한 형태를 하고 있다. 제1차 십자군이 처음으로 사용했으며 11세기 이탈리아에 세워졌던 아말피 공국의 상징이기도 했다. 2008년부터 발행되고 있는 몰타의 1, 2 유로 동전의 디자인으로 사용되고 있다.
모서리 8개는 기사가 반드시 가져야 하는 8개의 교리를 가리킨다.
- 충성심
- 신앙심
- 아량
- 용기
- 영광과 명예
- 죽음을 두려워하지 않는 자세
- 가난한 사람들과 아픈 사람들을 돕는 자세
- 교회에 대한 경의

## 같이 보기
- 철십자
- 푸르 르 메리트
- 바베시아증